# All Those Years Ago
«All Those Years Ago» — песня Джорджа Харрисона из альбома Somewhere in England. Харрисон посвятил песню памяти Джона Леннона, убитого незадолго до выхода альбома. 11 мая 1981 года песня вышла в США в виде сингла, продержавшись три недели на 2-й позиции в Billboard Hot 100. В Великобритании сингл вышел 15 мая и поднялся до 13-й позиции в UK Singles Chart. Вдобавок к этому песня провела одну неделю на первой строчке американского чарта Hot Adult Contemporary Tracks, став первой сольной композицией Харрисона, поднявшейся до вершины этого хит-парада.
Харрисон написал «All Those Years Ago» ещё до смерти Леннона для Ринго Старра, которому, однако, слова песни не понравились. Ринго также посчитал, что имел слишком низкий вокальный диапазон для этой песни. После смерти Леннона, Харрисон изменил текст, посвятив песню памяти умершего друга. В новой версии песни Харрисон упоминал композиции The Beatles «All You Need Is Love» и сольную песню Леннона «Imagine».
В записи песни приняли участие трое оставшиеся в живых битла: Харрисон, Старр и Маккартни. Таким образом, «All Those Years Ago» стала одной из немногих песен, записанных совместно тремя битлами после распада группы. Первая версия песни была спета Ринго Старром и записана им вместе с Харрисоном во Фрайар-парке в период с 19 ноября 1980 по 25 ноября 1980 года. После убийства Леннона в декабре того же года, Харрисон использовал барабанный трек Старра и записал новую версию песни с изменённым текстом в своём вокальном исполнении. Бэк-вокал был записан Полом Маккартни, его женой Линдой и музыкантом из Wings Денни Лейном. Все трое битлов снова собрались вместе лишь 13 лет спустя, для работы над проектом The Beatles Anthology.
Для песни было снято музыкальное видео, состоявшее большей частью из слайд-шоу и архивных видеозаписей Джона Леннона, и в меньшей степени, — Джорджа Харрисона. Акцент был сделан на те моменты, где Харрисон и Леннон находились вместе.

## Список исполнителей
- Джордж Харрисон — гитара, вокал
- Пол Маккартни — бэк-вокал
- Линда Маккартни — бэк-вокал
- Денни Лейн — бэк-вокал
- Эл Купер — клавишные
- Херби Флауэрс — бас-гитара
- Ринго Старр — барабаны

## Позиции в чартах
| Чарт                    | Наивысшая позиция |
| ----------------------- | ----------------- |
| Canadian Singles chart  | 1 (2 недели)      |
| Billboard Hot 100       | 2 (3 недели)      |
| Norwegian Singles Chart | 2 (5 недель)      |
| Swiss Singles Chart     | 8                 |
| Swedish Singles Chart   | 11                |
| UK Singles Chart        | 13                |
| Austrian Singles Chart  | 14                |